# Матиссе, Вальтер
Вальтер Дарио Матиссе (исп. Walter Dario Matthysse; 29 августа 1978; Эсперанса, Аргентина) — аргентинский боксёр-профессионал. Бывший претендент на титул чемпиона мира в полусреднем весе.

## Профессиональная карьера
Дебютировал на профессиональном ринге 4 октября 2002 года, одержав победу нокаутом в 3-м раунде.
27 мая 2006 года проиграл техническим нокаутом в 10-м раунде американцу Полу Уильямсу. Для Вальтера это поражение стало первым в карьере.

### Чемпионский бой сКермитом Синтроном
14 июля 2007 года встретился с чемпионом мира в полусреднем весе по версии IBF пуэрториканцем Кермитом Синтроном. Проиграл нокаутом уже во 2-м раунде. Для аргентинца это была первая и последняя попытка завоевать титул чемпиона мира.

## Титулы
- WBO Latino в полусредней весовой категории (2004—2006)
- WBC FECARBOX в полусредней весовой категории (2005)
- WBC Mundo Hispano в первой средней весовой категории (2005)

## Семья
У Вальтера есть брат и сестра. Оба выступают в профессиональном боксе на высоком уровне. Брат — Лукас Матиссе, чемпион мира в полусреднем весе (WBA, 2017—2018). Сестра — Эдит Соледад Матиссе, чемпионка мира в полулёгком весе (WBA, 2013—2016; WBC, 2015—2016).
Сын, Вальтер Матиссе-младший, также является профессиональным боксёром.